# Lijst van voetbalinterlands Cambodja - Malediven
Deze lijst van voetbalinterlands is een overzicht van alle officiële voetbalwedstrijden tussen de nationale teams van Cambodja en de Malediven. De landen hebben tot op heden vier keer tegen elkaar gespeeld. De eerste ontmoeting, een kwalificatiewedstrijd voor het Wereldkampioenschap voetbal 2002, vond plaats in Malé op 1 april 2001. Het laatste duel, een vriendschappelijke wedstrijd, werd gespeeld op 11 januari 2016 in Jessore (Bangladesh).

## Wedstrijden
| № | Plaats     | Datum           | Competitie                          | Wedstrijd            | Uitslag |
| - | ---------- | --------------- | ----------------------------------- | -------------------- | ------- |
| 1 | Malé       | 1 april 2001    | WK 2002 kwalificatie                | Malediven − Cambodja | 6 − 0   |
| 2 | Phnom Penh | 15 april 2001   | WK 2002 kwalificatie                | Cambodja − Malediven | 1 − 1   |
| 3 | Malé       | 21 maart 2011   | AFC Challenge Cup 2012 kwalificatie | Malediven − Cambodja | 4 − 0   |
| 4 | Jessore    | 11 januari 2016 | Vriendschappelijk                   | Malediven − Cambodja | 3 − 2   |

## Samenvatting
| Competitie                     | Totaal gespeeld | Winst Cambodja | Gelijk | Winst Malediven | Doelsaldo Cambodja – Malediven |
| ------------------------------ | --------------- | -------------- | ------ | --------------- | ------------------------------ |
| WK-kwalificatie                | 2               | 0              | 1      | 1               | 1 − 7                          |
| AFC Challenge Cup-kwalificatie | 1               | 0              | 0      | 1               | 0 − 4                          |
| Vriendschappelijk              | 1               | 0              | 0      | 1               | 2 − 3                          |
| Totaal                         | 4               | 0              | 1      | 3               | 3 − 14                         |

Wedstrijden bepaald door strafschoppen worden, in lijn met de FIFA, als een gelijkspel gerekend.
FFC · Cambodjaans vrouwenelftal
Afghanistan ·
Australië ·
Bahrein ·
Bangladesh ·
Bhutan ·
Brunei ·
China ·
Equatoriaal-Guinea ·
Filipijnen ·
Guam ·
Guinee ·
Guyana ·
Hongkong ·
India ·
Indonesië ·
Irak ·
Iran ·
Japan ·
Jemen ·
Jordanië ·
Kirgizië ·
Koeweit ·
Laos ·
Libanon ·
Macau ·
Malediven ·
Maleisië ·
Mongolië ·
Myanmar ·
Nepal ·
Noord-Korea ·
Oezbekistan ·
Oost-Timor ·
Pakistan ·
Palestina ·
Qatar ·
Saoedi-Arabië ·
Singapore ·
Sri Lanka ·
Syrië ·
Tadzjikistan ·
Taiwan ·
Thailand ·
Turkmenistan ·
Vietnam ·
Zuid-Korea ·
Zuid-Vietnam
FAM · A-internationals · Maldivisch vrouwenelftal
1980 - 1989 · 
1990 - 1999 · 
2000 – 2009 · 
2010 – 2019 ·
2020 − 2029
Afghanistan ·
Bahrein ·
Bangladesh ·
Bhutan ·
Brunei ·
Cambodja ·
China ·
Comoren ·
Filipijnen ·
Guam ·
Hongkong ·
India ·
Indonesië ·
Iran ·
Jemen ·
Kirgizië ·
Laos ·
Libanon ·
Maleisië ·
Mauritius ·
Mongolië ·
Myanmar ·
Nepal ·
Oezbekistan ·
Oman ·
Pakistan ·
Palestina ·
Qatar ·
Seychellen ·
Singapore ·
Sri Lanka ·
Syrië ·
Tadzjikistan ·
Thailand ·
Turkmenistan ·
Vietnam ·
Zuid-Korea